# Spargania conglomerata
Spargania conglomerata är en fjärilsart som beskrevs av Walker 1862. Spargania conglomerata ingår i släktet Spargania och familjen mätare. Inga underarter finns listade i Catalogue of Life.